# Hohe Lieth
Koordinaten: 53° 48′ 0″ N, 8° 39′ 0″ O
Die Hohe Lieth bzw. die Wurster Heide bzw. die Cuxhaven(-Bremerhavener) Geest ist eine in Nord-Süd-Richtung verlaufende Geest im Elbe-Weser-Dreieck. Sie ist die am weitesten nach Norden reichende Geest zwischen der Niederelbe und der Außenweser und liegt heute fast vollständig im Landkreis Cuxhaven,
der südlichste Zipfel im Norden Bremerhavens.

## Lage
Der Geestrücken ist der 30 km lange und 5 km breite nördliche Teil der Wesermünder Geest, von südlichen Teilen durch die Geeste unterbrochen. Er überragt die umliegenden Marschlande um 20–25, maximal 30 Meter. Er trennt das Land Wursten vom Land Hadeln und erstreckt sich von Altenwalde bis Lehe (Bremerhaven). Lehes  Kern liegt noch auf der Hohen Lieth, von der sich Lehes Name ableiten soll. Die Mitte von Nordholz liegt auf der Hohen Lieth. Östlich der Endmoräne liegen die Hadelner Moore. Der höchste Punkt der Hohen Lieth, die
Holter Höhe bei Altenwalde, liegt 30 m über Normalnull.
Der Geestrücken entstand als Moräne vor 100.000 Jahren in der Saale-Kaltzeit. Liet(h) ist das alte plattdeutsche Wort für Abhang. Es kommt häufig in Orts-, Flur- und Familiennamen (z. B. „von der Lieth“) vor. Umgeben ist der Geestrücken von Marschland, das weniger als 5 m über dem Normalhöhennull liegt. Westlich der Hohen Lieth liegt das Land Wursten, nördlich das Land Hadeln, östlich die Niederungen der Flüsse Geeste und Oste mit einigen Mooren.
Von Berensch bis Duhnen grenzt sie direkt an die Nordsee und ist dort so hoch, dass kein Deich nötig ist. Der dortige Wernerwald ist einer von nur drei an der deutschen Nordseeküste gelegenen Wäldern (Sankt Peter-Ording, Dangast).
Die Walddeckung der Wurster Heide beträgt zwischen 30 und 40 %. Heideflächen gibt es kaum mehr.
Auf dem Geestrücken liegen die Siedlungsflächen von Langen, Midlum, Nordholz und Vororten von Cuxhaven. Der Wanhödener Berg liegt 500 m westlich von Wanhöden.
Der Rest ist Ackerland.

## Namen
Der Name Hohe Lieth taucht in einigen Karten für den ganzen Höhenzug auf, als auch als Name einer einzelnen 31 m hohen Erhebung zwischen dem Ortsteil Wursterheide und dem Cuxhavener Ortsteil Franzenburg.

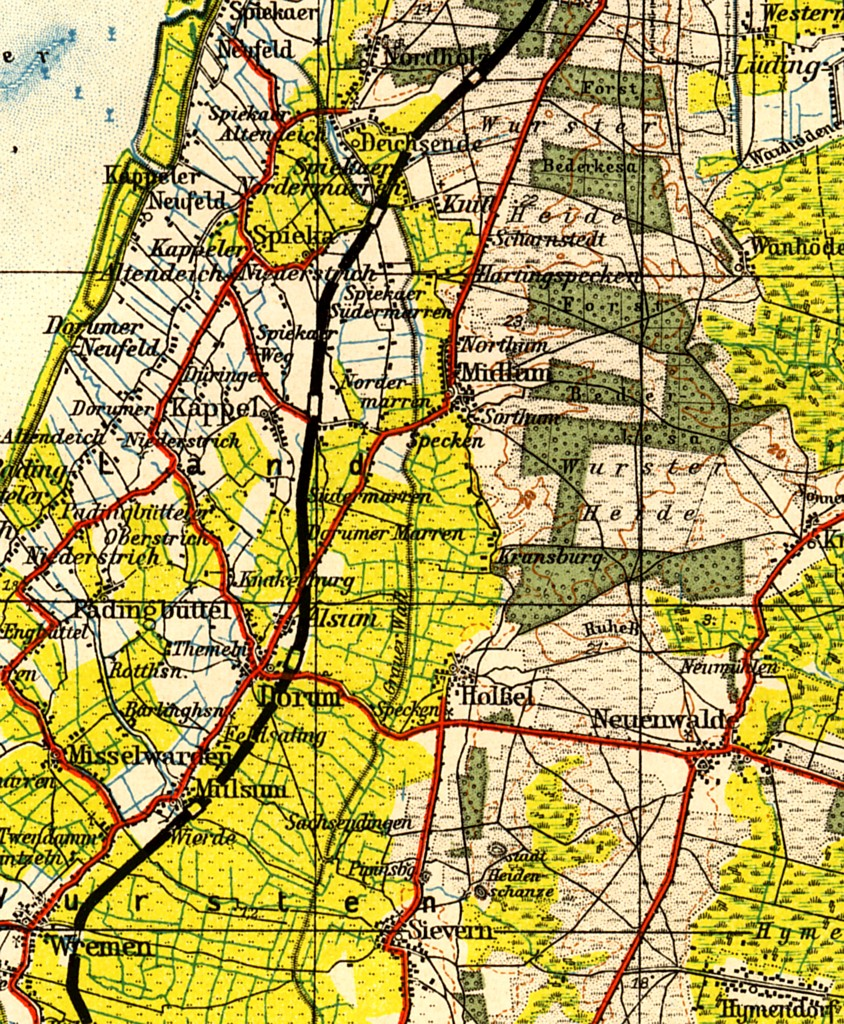
Wurster Heide (1906)

Der Name Wurster Heide taucht ebenfalls in einigen Karten wie der nebenstehenden für den ganzen Höhenzug auf, aber ebenso für Teile des Höhenzugs, hier der Bereich östlich von Nordholz, in dem auch der gleichnamige heutige Ortsteil und der Fliegerhorst Nordholz liegt.
Den Wurster Bauern fehlte es an Holz, Sand und Plaggen. Das gab es im Land Wursten nicht; Bäume wachsen dort erst seit dem 19. Jahrhundert. Indem die Wurster dieses Gelände „erwarben“, kam die Heide zu ihrem Namen.
Die Namen Cuxhaven-Bremerhavener Geest oder Cuxhavener Geest sind dagegen eher im wissenschaftlichen Kontext in Gebrauch.